# NGC 4525
NGC 4525 is een balkspiraalstelsel in het sterrenbeeld Hoofdhaar. Het hemelobject werd op 13 maart 1785 ontdekt door de Duits-Britse astronoom William Herschel.

## Synoniemen
- UGC 7714
- MCG 5-30-20
- ZWG 159.16
- KUG 1231+305
- PGC 41755